# Cholekalciferol
Cholekalciferol je jedna z forem vitaminu D, nazývá se též vitamin D3 nebo kalciol.
Je strukturálně podobný steroidům, jako je testosteron, cholesterol nebo kortizol (vitamin D3 patří mezi sekosteroidy).

## Formy
Vitamin D3 má několik forem:
- Cholekalciferol, (někdy nazývaný kalciol) je neaktivní, nehydroxylovanou formou vitaminu D3.
- Kalcifediol (též zvaný kalcidiol, hydroxycholekalciferol nebo 25-hydroxyvitamin D3, zkráceně 25(OH)D) je jednou z forem měřených v krvi pro zjištění stavu vitaminu D.[4]
- Kalcitriol (též 1,25-dihydroxyvitamin D3) je aktivní formou D3.

## Metabolismus
Prekurzorem vitaminu D3 je 7-dehydrocholesterol. Tvoří cholekalciferol jen po expozici UV záření, ať již slunečnímu nebo umělému (horské slunce, solárium apod.). Cholekalciferol se poté hydroxyluje v játrech na kalcifediol (25-hydroxyvitamin D3). Ten je znovu hydroxylován, tentokrát však v ledvinách, na kalcitriol (1,25-dihydroxyvitamin D3). Ten je nejaktivnější hormonální formou vitaminu D3.